# スペースハリアー
『スペースハリアー』（Space Harrier）は1985年12月にセガ・エンタープライゼス（のちのセガ）が発売したアーケードゲームである。ジャンルは擬似3Dシューティングゲーム。公式略称は『スペハリ』。キャッチコピーは「さあ、ファンタジーゾーンへ。」

## 概要
開発者は鈴木裕。『ハングオン』に続くセガの体感ゲームシリーズ第2弾。可動機構を備えた「ローリングタイプ」と、可動機構の無い「シットダウンタイプ」がある。ローリングタイプはプレイヤーが操縦桿を操作をすると、筐体全体が機械仕掛けによりダイナミックに可動する（ローリングタイプの出荷価格は当時166万円）。
映像的には発色数32,000色による鮮やかな画面や、メインCPUにMC68000を2個、サブCPUにZ80を搭載し巨大なキャラクターを表示できる圧倒的なハードスペックを使い、地平の3D表現・多重スクロール・高速スクロールなどの高いプログラミング技術を導入、ゲームの技術進化を率先して取り入れたものとなっている。サウンドはヤマハの音源チップ・YM2203（OPN）により、PCMデジタルサンプリング音源のベースとドラムスを使った川口博史作曲によるBGMを使用した。
アーケード版が登場して以来、多くのパソコンやコンシューマー機器用ソフトとして移植され、アレンジ製作や販売もされている。

## 基本操作
操縦桿で主人公「ハリアー」を操作（航空機と同様、操縦桿を手前に引くと上昇、奥に倒すと下降する）し、発射ボタン（操縦桿に2つ、操縦桿の左右に1つずつあるが、どれも共通）で弾を撃ち、全18ステージで構成される幻想的な異世界で敵や障害物などを破壊したり避けながら突き進む。

## 設定

### ストーリー
遥かな宇宙の果てにある平和なドラゴンランドは、凶悪な魔生物の襲撃により、今や魔生物や破壊マシーンの巣窟と化していた。
ドラゴンランドの守護龍ユーライアからの救援の声をキャッチした若き超能力戦士ハリアーは、ドラゴンランドの危機を救うべく、超能力キャノンを手に単身ドラゴンランドへと突入していったのである。

### ステージ構成
全18ステージのうち、5と12はボーナスステージとなり、ユーライアにハリアーが飛び乗って、障害物を破壊して、壊した数によってボーナス点が入る様になっている。
| ステージ | ステージ名               | ボス                                                           | ボスBGMタイトル   | 備考 |
| -------- | ------------------------ | -------------------------------------------------------------- | ----------------- | --- |
| 1        | MOOT（ムート）           | スケイラ                                                       | SQUILLA           | |
| 2        | GEEZA（ギーザ）          | アイダ                                                         | IDA               | |
| 3        | AMAR（アマー）           | ゴダーニ                                                       | GODARNI           | ファミコン版ではボスが、アイダ（顔面石像）が2体現れ、数回攻撃してくるものに変更されている                              |
| 4        | CEICIEL（セイシェル）    | ドム（緑）                                                     | WIWI JUMBO        | |
| 6        | OLISIS（オリシス）       | ローリーズ                                                     | WIWI JUMBO        | |
| 7        | LUCASIA（ルケイシア）    | テトラ                                                         | WIWI JUMBO        | |
| 8        | IDA（アイダ）            | シュラ                                                         | SYURA             | |
| 9        | REVI（レビ）             | ドム（青）                                                     | WIWI JUMBO        | |
| 10       | MINIA（ミニア）          | トモス                                                         | WIWI JUMBO        | |
| 11       | PARMS（パームス）        | サルペドン                                                     | GODARNI           | ファミコン版ではボスはステージ3と同じ                                                                                  |
| 13       | DRAIL（デュレイル）      | オクトパス                                                     | WIWI JUMBO        | |
| 14       | ASUTE（アシュート）      | バーバリアン                                                   | SYURA             | |
| 15       | VICEL（ビセル）          | バルダ                                                         | VALDA             | ファミコン版ではボスが登場し、専用BGMが収録されているにもかかわらず、BGMが変更されている。                             |
| 16       | NATURA（ナチュラ）       | スタンレイ                                                     | STANRAY           | |
| 17       | NARK（ナーク）           | ウイウイジャンボ                                               | WIWI JUMBO        | |
| 18       | ABSYMBEL（アブシンベル） | ゴダーニ→バーバリアン→スケイラ→アイダ→サルペドン→シュラ→バルダ | それぞれのボスBGM | ボスキャラクターとの連戦となる。マスターシステム版等ではそれらのボスの後に最終ボスハヤオーと対戦し、倒すとゲーム終了。 |

## キャラクター

### 主人公と仲間
ハリアー
ゲーム主人公。超能力戦士という設定は、体を自在に空中浮遊させるところからきている。武器は連射式キャノンのみ。
ユーライア
ハリアーに味方する平和を愛する白い竜。ボーナスステージでハリアーを乗せた時にはユーライアを操作する事になる。最終ステージのゲームクリア時にはハリアーを迎えに来てくれる。グラフィックをよく見ると雄であることがわかる。

### 敵キャラクター
敵キャラクターは浮遊岩石を除いて、出現した瞬間にそれぞれ固有の効果音を出すのが特徴で、例えばムカデンスの場合は独特の電子音を発する。
浮遊岩石
浮遊している岩石。弾は撃ってこない。ステージ15では上下にも動きながら向かって来る。
ムカデンス
複眼のような機首の戦闘機で、移動パターンが多い。名前の由来なのか、ムカデ競走のように数珠つなぎのように出てくる時もある。
トモス
3体一組で登場する黒い球体。花弁のような殻によって本体をガードし、殻を開いて弾を撃ってくる際に攻撃しないと破壊出来ない。3回弾を撃つと画面奥へ逃亡する。
アイダ
人面岩。只地上にいるもの、地上から浮き上がるもの、遠方で空中を時計回りに円運動しつつハリアーに向かって炎弾を吐くもの、の3種類に分かれる。
スケッグ
ステージ2にのみ登場する緑色の怪物。ムカデンスに近い動きをする。
カナリー
ステージ3に登場する昆虫のような羽根を持つ怪物。前方上空から飛来し、炎弾を吐く。
ルーパー
ステージ3などに登場する、クラゲに似た姿の怪物。波を描くようにしてハリアーに迫ってくる。ステージ14ボスのバーバリアンの回りも囲っている。
ビンズビーン
正二十面体の宇宙船で、破壊不可能（ボーナスステージを除く）な無敵キャラ。ステージ4、9、12、14、17に登場する。白、オレンジ、緑、深緑（点滅）の4種類がおり、このうち深緑はステージ14にのみ登場し、超高速で迫ってくる。基本的に上、下の順で決まって現れるので対処はしやすいが、ステージ14では超高速の深緑のビンズビーンが迫ってくるので、あらかじめ先読みしないと回避は不可能に近い。
ドム
重機動ロボット。緑、黒、赤、青という4種類がおり、緑は2〜4、黒は3機編成でバズーカ弾を撃ちながら迫り、赤は主にバズーカ弾の超高速連射。青は後方空中から現れる他、正面から飛行しながら3機編隊で襲ってくる時もある。後年の移植作では名称を変更しているものがある。
ジェット1
先が二股に分かれたジェット機。前方から横へ旋回しつつ弾を撃つ。
ジェット2
3機編隊で現れて弾を撃つジェット機。
パーコーメン
ステージ6と7に登場する戦闘機。前方から編隊で羽ばたくように接近し、弾を撃つ。後述のボス、スタンレイに似たフォルム。

### 障害物等
破壊不可能なものにはハリアーの撃った弾が当たると弾き返される。
低木
ステージ1などに登場。破壊可能。走っている状態で当たるとハリアーが転ぶが、ミスにならない。
木
ステージ1などに登場、破壊可能。当たるとミス。ステージ2などでは葉を落とした木も登場する。
インカ柱
ステージ2などに登場する円柱で、破壊不可能。
岩
ステージ2などに登場。破壊可能だが当たるとミス。
ピーナッツ
ステージ3などに登場。破壊可能だが当たるとミス。
キノコ
ステージ3などに登場。破壊可能だが当たるとミス。
まつたけ
ステージ3などに登場。破壊不可能（ボーナスステージを除く）の柱。
タワー
メカニカルな障害物。ドームタワー、コントロールタワー、住居タワー、ソードタワーの4種がある。破壊不可能（ボーナスステージを除く）。
マンモス
ステージ7のみに登場する単眼のマンモス。性質は木と同じ。タイトル画面ではドムと共に映っている。
骨
ステージ7のみに登場。マンモスなど3種類がある。マンモス同様、ステージ7のみに登場。こちらの性質は低木と同じ。

### ボスキャラクター
ステージ最後にはボスが待ち受ける。ステージ1、2、3、8、11、14、15、17のボスは倒さないと先には進めず、また、ステージ17のボス以外は最終ステージにも再登場する。
永久パターン防止として、ステージ4、6、7、9、10、13、16のボスは一定時間が過ぎると逃亡し、その他のボスは吐く炎弾が早くなり、最後は回避が出来ない程に弾のスピードが上がる。
ステージ1「スケイラ」
細長いドラゴンで、体節一つ一つに脚が生えているため、ムカデのように脚が沢山ある。画面手前から奥を行き来して炎を連発してくる。
ステージ2「アイダ（バーバリアン）」
本体のバーバリアンを中心に周囲を周回するアイダで構成されている。バーバリアンは中央に髑髏のような顔がある怪生物で、常に火の玉を射出しており、周囲のアイダを破壊するとその他のアイダを高速回転させてくる。アイダが全て破壊されると連射に隙が無くなる。
ステージ3「ゴダーニ」
双頭のドラゴン。ゆっくりとした動きで火の玉を撃ってくる。左右独立して当たり判定があり、倒すには両方の頭を破壊しなければならない。
ステージ4「緑ドム」
緑ドムの集団バージョン。6体で地上を移動し、バズーカ弾を撃ってくる。
ステージ6「ローリーズ」
8体で現れ、回転運動をしながら弾を撃ってくる、ピーナッツの殻のような形のボス。
ステージ7「テトラ」
8体で現れる、正四面体に目玉が付いた様なボス。トモスのように体を覆う部分が開かないと破壊出来ない。スーパー32X版の説明書には「三面体」という名前で記載されている。
ステージ8「シュラ」
アイダとは異なるデザインの人面岩。浮遊しつつ岩石を周囲に周回させ絶えず火の玉を撃ちながら一定の軌道で接近離脱を繰り返す。
ステージ9「青ドム」
飛行型青ドム2機の後に現れる、体が赤色と黄色に輝いている青ドム。体が輝いている間は破壊できない。
ステージ10「トモス」
8体で現れる。殻を閉じている間には攻撃が効かない雑魚敵、トモスの集団バージョン。動き自体はローリーズと同じ。
ステージ11「サルペドン」
ステージ3ボス、ゴダーニが骨になったようなボスで、攻撃もほとんど同じ。
ステージ13「オクトパス」
8体で現れ、ローリーズに似た動きで画面前後を行き来しながら弾を撃つ。
ステージ14「バーバリアン」
攻撃、行動パターンはシュラと全く同じ。周辺には岩石の代わりにルーパーを従えている。
ステージ15「バルダ」
サルペドンをスケイラの形にしたようなボス。攻撃もスケイラと同じ。
ステージ16「スタンレイ」
ドムの母艦で、下部中央ハッチからドムを放出してくる。全ボス中唯一破壊不可能で、ドムやジェット1の攻撃を一定時間耐えなければならない。
ステージ17「ウイウイジャンボ」
左右に破壊不可能な敵キャラ「コマイヌ」を従えた、原始人のような姿をしたボス。通常時は障壁で守られており、障壁を破壊しないと本体にダメージを与えられないが、その間、周囲から多数の障害物を飛ばし（破壊可能）、更にコマイヌはボス本体が倒されるまで炎を連発してくる。
なお「コマイヌ」はNintendo Switchへの移植版におけるアナザーモードでは経緯不明なれどハリアーの味方となる。詳しくは#コンシューマ移植版のNintendo Switch版を参照。
ステージ18「ハヤオー」
セガ・マークIII/マスターシステムを初めとするコンシューマ移植版の多くに登場するラスボスで、バルダやスケイラと同じく双頭でない火炎竜のボスキャラだが2匹同時に登場し、動きが途轍もなく素早く炎を連発してくる。ボスの名前の「ハヤオー」はプロデューサーの中山隼雄に由来する。

## 他機種版
※ 一部の機種版は、社名が「セガゲームス」だった時期にリリースされているが「現～」的な記述は略した。
| No. | 発売日                                     | 対応機種                                             | タイトル                                                                                        | 開発元                                           | 発売元                                         | メディア                                 | 型式                                                   | 売上本数 | 備考 -                                                                                       |
| --- | ------------------------------------------ | ---------------------------------------------------- | ----------------------------------------------------------------------------------------------- | ------------------------------------------------ | ---------------------------------------------- | ---------------------------------------- | ------------------------------------------------------ | -------- | -------------------------------------------------------------------------------------------- |
| 1   | - 1986年12月 - 1987年8月 - 1988年          | セガ・マークIII                                      | スペースハリアー                                                                                | セガ                                             | セガ                                           | 2メガビットロムカセット                  | G-1310 7080                                            |          |                                                                                              |
| 2   | 1986年                                     | Amstrad CPC                                          | SPACE HARRIER                                                                                   | Elite                                            | Elite Systems                                  | フロッピーディスク カセットテープ        |                                                        |          | 日本国内未発売                                                                               |
| 3   | 1986年                                     | コモドール16                                         | SPACE HARRIER                                                                                   |                                                  |                                                | フロッピーディスク                       |                                                        |          | 日本国内未発売                                                                               |
| 4   | 1986年                                     | ZX Spectrum                                          | SPACE HARRIER                                                                                   | Elite                                            | Elite Systems                                  | フロッピーディスク                       |                                                        |          | 日本国内未発売                                                                               |
| 5   | 1987年3月                                  | PC-6001                                              | スペースハリアー                                                                                | マイコンソフト                                   | 電波新聞社                                     | カセットテープ                           |                                                        |          |                                                                                              |
| 6   | 1987年12月                                 | PC-6601                                              | スペースハリアー                                                                                | マイコンソフト                                   | 電波新聞社                                     | 3.5"Dフロッピーディスク                  |                                                        |          |                                                                                              |
| 7   | 1987年9月                                  | X68000                                               | スペースハリアー                                                                                | マイコンソフト                                   | 電波新聞社                                     | 5"2HDフロッピーディスク                  | DP-3205003                                             | -        |                                                                                              |
| 8   | 1987年12月                                 | FM77AV                                               | スペースハリアー                                                                                | マイコンソフト                                   | 電波新聞社                                     | 3.5"2Dフロッピーディスク2枚              |                                                        | -        |                                                                                              |
| 9   | 1987年                                     | コモドール64                                         | SPACE HARRIER                                                                                   | Elite                                            | Mindscape Elite Systems                        | フロッピーディスク カセットテープ        |                                                        | -        |                                                                                              |
| 10  | 1988年7月25日                              | PC-8801                                              | スペースハリアー                                                                                | マイコンソフト                                   | 電波新聞社                                     | 5"Dフロッピーディスク2枚                 |                                                        | -        |                                                                                              |
| 11  | 1988年7月25日                              | X1                                                   | スペースハリアー                                                                                | マイコンソフト                                   | 電波新聞社                                     | 5"2Dフロッピーディスク2枚                |                                                        | -        |                                                                                              |
| 12  | 1988年12月9日 1990年                       | PCエンジン                                           | スペースハリアー                                                                                | 電波新聞社                                       | NECアベニュー                                  | 4メガビットHuCARD                        | H67G-1002 TGX040025                                    | -        |                                                                                              |
| 13  | 1988年 1989年                              | Atari ST                                             | SPACE HARRIER                                                                                   | Elite                                            | Elite Systems Mindscape                        | フロッピーディスク カセットテープ        |                                                        | -        |                                                                                              |
| 14  | 1989年1月6日                               | ファミリーコンピュータ                               | スペースハリアー                                                                                | タカラ                                           | タカラ                                         | 2メガビットロムカセット                  | TFC-S0                                                 | -        |                                                                                              |
| 15  | 1989年                                     | Amiga                                                | SPACE HARRIER                                                                                   | Elite Systems                                    | Mindscape Elite Systems                        | フロッピーディスク カセットテープ        |                                                        |          | 日本国内未発売                                                                               |
| 16  | 1989年                                     | PC/AT互換機                                          | SPACE HARRIER                                                                                   | Elite                                            | Elite Systems                                  | フロッピーディスク                       |                                                        | -        | 日本国内未発売                                                                               |
| 17  | 1991年12月28日 1991年                      | ゲームギア                                           | スペースハリアー                                                                                | セガ                                             | セガ                                           | 1メガビットロムカセット                  | G-3212                                                 | -        |                                                                                              |
| 18  | 1994年12月3日 1994年                       | メガドライブスーパー32X                              | スペースハリアー                                                                                | セガAM2研                                        | セガ                                           | 16メガビットロムカセット                 | GM-4005 84505                                          | -        |                                                                                              |
| 19  | 1996年7月19日                              | セガサターン                                         | SEGA AGES VOL.2 スペースハリアー                                                                | ゲームのるつぼ                                   | セガ                                           | CD-ROM                                   | GS-9108                                                | -        |                                                                                              |
| 20  | 1997年7月11日 1996年12月19日               | セガサターン                                         | Sega Ages: Volume 1                                                                             | ゲームのるつぼ                                   | Working Designs セガ                           | CD-ROM                                   | T-12707H MK81604-50                                    | -        | 日本国内未発売                                                                               |
| 21  | 1999年12月29日 2000年11月6日 2000年11月8日 | ドリームキャスト                                     | シェンムー 一章 横須賀                                                                          | セガAM2研                                        | セガ                                           | GD-ROM                                   | HDR-0016                                               | -        | ミニゲームとして収録                                                                         |
| 22  | 2001年9月6日 2001年11月23日                | ドリームキャスト                                     | シェンムーII                                                                                    | セガAM2研                                        | セガ                                           | GD-ROM                                   | HDR-0164                                               | -        | ミニゲームとして収録                                                                         |
| 23  | 2001年12月1日                              | ドリームキャスト                                     | 鈴木裕ゲームワークス Vol.1                                                                      | セガAM2研                                        | セガ                                           | GD-ROM                                   | HDR-0164                                               | -        | 『シェンムー』に収録されたものと同一                                                         |
| 24  | 2002年10月28日 2003年3月21日               | Xbox                                                 | Shenmue II                                                                                      | セガAM2研                                        | セガ                                           | DVD-ROM                                  | Z10-00001                                              | -        | ミニゲームとして収録                                                                         |
| 25  | 2003年5月19日 2003年8月1日                 | ゲームボーイアドバンス                               | SEGA ARCADE GALLERY                                                                             | ビッツラボラトリー                               | THQ セガ                                       | ロムカセット                             | AGB-AYPE-USA AGB-AYPP-EUR                              | -        | 日本国内未発売                                                                               |
| 26  | 2003年9月25日                              | PlayStation 2                                        | セガエイジス2500シリーズ VOL.4 スペースハリアー                                                 | タムソフト                                       | セガ                                           | CD-ROM                                   | SLPM62384                                              | -        | リメイク版                                                                                   |
| 27  | 2005年3月16日                              | 携帯アプリ                                           | セガエイジス スペースハリアーDX                                                                 | セガ                                             | セガ                                           | ボーダフォン                             | -                                                      | -        |                                                                                              |
| 28  | 2005年10月27日                             | PlayStation 2                                        | セガエイジス2500シリーズ VOL.20 スペースハリアーII 〜スペースハリアーコンプリートコレクション〜 | エムツー                                         | セガ                                           | CD-ROM                                   | SLPM-62691                                             | -        | アーケード版の移植                                                                           |
| 29  | 2007年10月29日                             | 携帯アプリ                                           | ソニックカフェ スペースハリアー                                                                 | セガ                                             | セガ                                           | iアプリ                                  | -                                                      | -        |                                                                                              |
| 30  | 2008年7月23日 2008年10月17日 2008年11月3日 | Wii（バーチャルコンソール）                          | スペースハリアー                                                                                | セガ                                             | セガ                                           | ダウンロード                             | -                                                      | -        | セガ・マークIII版の移植。2019年1月31日配信終了（）                                           |
| 31  | 2009年2月10日 2009年                       | PlayStation 3 Xbox 360                               | Sonic's Ultimate Genesis Collection                                                             | Backbone Entertainment                           | セガ                                           | BD-ROM DVD-ROM ダウンロード              | 68034（360版） BLUS-30259（PS3版） BLES-00475（PS3版） | -        | アーケード版の移植。日本国内未発売。                                                         |
| 32  | 2009年3月26日 2009年5月29日 2009年6月15日  | Wii（バーチャルコンソールアーケード）                | スペースハリアー                                                                                | セガ                                             | セガ                                           | ダウンロード                             | -                                                      | -        | アーケード版の移植。2019年1月31日配信終了（）                                                |
| 33  | 2011年7月15日                              | Android                                              | ★ぷよぷよ! セガ スペースハリアー                                                                | セガ                                             | セガ                                           | ダウンロード                             | -                                                      | -        |                                                                                              |
| 34  | 2012年11月21日                             | PlayStation 3（ゲームアーカイブス）                  | スペースハリアーII 〜スペースハリアーコンプリートコレクション〜                                 | セガ                                             | セガ                                           | ダウンロード                             | -                                                      | -        | アーケード版の移植                                                                           |
| 35  | 2012年12月26日                             | ニンテンドー3DS（ニンテンドーeショップ）             | 3D スペースハリアー                                                                             | エムツー                                         | セガ                                           | ダウンロード                             | -                                                      | -        | アーケード版の移植                                                                           |
| 36  | 2015年3月12日                              | PlayStation 3 PlayStation 4                          | 龍が如く0 誓いの場所                                                                            | セガ                                             | セガ                                           | BD-ROM ダウンロード                      | -                                                      | -        | アーケード版の移植 ミニゲームとして収録                                                      |
| 37  | 2016年12月8日                              | PlayStation 4                                        | 龍が如く6 命の詩。                                                                              | セガゲームス第一CS研究開発部（龍が如くスタジオ） | セガゲームス                                   | BD-ROM ダウンロード                      | -                                                      | -        | アーケード版の移植 ミニゲームとして収録                                                      |
| 38  | 2018年3月8日                               | PlayStation 4                                        | 北斗が如く                                                                                      | セガゲームス第一CS研究開発部（龍が如くスタジオ） | セガゲームス                                   | BD-ROM ダウンロード                      | -                                                      | -        | アーケード版の移植 ミニゲームとして収録                                                      |
| 39  | 2018年8月22日                              | PlayStation 4 Xbox One Steam                         | シェンムー I&II                                                                                 | セガAM2研 d3t                                    | セガゲームス                                   | BD-ROM ダウンロード                      | -                                                      | -        | ミニゲームとして収録                                                                         |
| 40  | 2018年12月13日                             | PlayStation 4                                        | JUDGE EYES:死神の遺言                                                                           | セガゲームス第一CS研究開発部（龍が如くスタジオ） | セガゲームス                                   | BD-ROM ダウンロード                      | -                                                      | -        | アーケード版の移植 ミニゲームとして収録 （2019年3月13日 - 7月18日まで 諸事情により販売自粛） |
| 41  | 2019年6月27日                              | Nintendo Switch（ニンテンドーeショップ）             | SEGA AGES スペースハリアー                                                                      | エムツー                                         | セガゲームス                                   | ダウンロード                             | -                                                      | -        | アーケード版の移植                                                                           |
| 42  | 2020年1月16日                              | PlayStation 4                                        | 龍が如く7 光と闇の行方                                                                          | セガ第一CS研究開発部                             | セガ                                           | UHD BD-ROM ダウンロード                  | -                                                      | -        | アーケード版の移植 ミニゲームとして収録                                                      |
| 43  | 2020年3月19日                              | PCエンジン mini                                      | SPACE HARRIER                                                                                   | エムツー                                         | コナミデジタルエンタテインメント ※本体の発売元 | プリインストール                         | -                                                      | -        | PCエンジン（海外版）の移植                                                                   |
| 44  | 2020年12月17日                             | アストロシティミニ                                   | スペースハリアー                                                                                | セガ                                             | セガトイズ                                     | プリインストール                         | -                                                      | -        | アーケード版の移植                                                                           |
| 45  | 2021年2月25日 2021年3月2日（PS5版）        | Windows Xbox One Xbox Series X/S PlayStation 5       | 龍が如く7 光と闇の行方 インターナショナル                                                       | セガ第一CS研究開発部                             | セガ                                           | UHD BD-ROM ダウンロード                  | -                                                      | -        | アーケード版の移植 ミニゲームとして収録                                                      |
| 46  | 2021年4月23日                              | PlayStation 5 Xbox Series X/S Google Stadia          | JUDGE EYES:死神の遺言 Remastered                                                                | セガ第一CS研究開発部                             | セガ                                           | UHD BD-ROM ダウンロード クラウドサービス | -                                                      | -        | アーケード版の移植 ミニゲームとして収録                                                      |
| 47  | 2021年6月21日                              | Amazon Luna                                          | Yakuza 0                                                                                        | セガ第一CS研究開発部                             | セガ                                           | クラウドサービス                         | -                                                      | -        | アーケード版の移植 ミニゲームとして収録                                                      |
| 48  | 2021年9月24日                              | PlayStation 4 PlayStation 5 Xbox One Xbox Series X/S | LOST JUDGMENT 裁かれざる記憶                                                                    | セガ第一CS研究開発部                             | セガ                                           | BD-ROM ダウンロード                      | -                                                      | -        | アーケード版の移植 ミニゲームとして収録                                                      |
| 49  | 2022年10月27日                             | メガドライブ ミニ2 SEGA Genesis Mini 2               | スペースハリアー                                                                                | エムツー                                         | セガ                                           | プリインストール                         | HAA-2524 MK-16310                                      | -        | アーケード版の移植 ボーナスタイトル『II』(特別版)の「おまけ」として収録                      |
| 50  | 2025年6月5日                               | Nintendo Switch 2                                    | 龍が如く0 誓いの場所 Director's Cut                                                             | セガ第一CS研究開発部                             | セガ                                           | ダウンロード                             | -                                                      | -        | アーケード版の移植 ミニゲームとして収録                                                      |

### コンシューマ移植版
セガを代表するゲームとして後述するパソコンも含めて数多くの機種に移植がなされている。以下に各機種版の特徴を解説。
セガ・マークIII/マスターシステム版（1986年12月）
ゴールドカートリッジの10作目。当時のゲーム誌『Beep』でも「横スクロールのシューティングになるのではないか」といったデマが飛び交っている旨が記述されるなど移植の難しさを心配されたが、同機初の大容量2メガROMカートリッジの採用、並びに、マークIII版のメインプログラマである中裕司の、動きと表示の精細さを割り切り、BGプレーンにキャラクタを大きく描画するというアイデアによってアーケード版と同じ3Dシューティングとして制作された。
ピクセル単位で重ね合わせ処理が出来ないBGプレーンの仕様上、スプライトのような透過処理や、ドット単位での表示位置指定が出来ないことから、敵キャラクター表示の外周は表示パーツのサイズを縁とした枠がついたような表示になっている。
これらの設計により、動きの滑らかさは犠牲になっているものの、ダイナミックに動く大きなキャラクタと、一定の動作速度が確保された。
裏技で自機の戦闘機への変更・サウンドテスト・難易度の変更も可能になっている。
サウンドはPSG音源のみで、マスターシステムのFM音源には対応していない。
ハリアーのボイスはPSGサンプリングによって再現されているが、ボイス出力時にはサウンドが停止する。
一部のステージでは、敵キャラクターの出現パターンがアーケード版とは異なる。
アーケード版と比較して、地平の3D表現の一部（高低差表現）と背景画像はカットされている。
アーケード版にない要素として、メインタイトル表示時とゲームオーバー時のオリジナルサウンドが追加されている。
オリジナルの最終ボス「HAYA-OH」が登場する。ちなみに「HAYA-OH」の名は当時の社長の中山隼雄に由来する。名前の由来については、当時のゲーム雑誌『Beep』の記事で制作者が「イヤな上司の名前をつけた」と発言している。因みに登場時はアーケード版では最終ボスであったバルダ戦後半からアーケード版とは異なる空中都市が出現し、討滅後に都市が崩壊した後に「HAYA-OH」が出現する登場演出がある。
発売当時のTVCMではアーケード版のBGMを流していた。
2008年10月からWii版バーチャルコンソールにて配信、2019年1月31日14時59分をもって配信終了（既にダウンロード・購入し本体や記録媒体に収録されているものについては、当面はプレイ可能）。
PCエンジン版（1988年12月9日）
NECアベニューよりHuCARDで発売。製作は電波新聞社においてFM-7への移植ソフトを多く手がけた紅林俊彦が行った。初めて4メガビットのROM容量が実装されたHuCARDソフトでもある。
アーケード版ではなくX68000版をベースにした移植だがハードの制約上、スコアは画面外に表示され、スプライトの縮小、ボイスにノイズが入るなどの相違点がある。
しかしPCエンジンのCPUの速さを生かした映像の動作（いわゆる「フレームレート」）を実現しており、また敵の出現パターンもほとんどアーケード版に忠実なため、ゲームミュージック以外は（当時としては）高いレベルの移植を実現した。
ファミリーコンピュータ版（1989年1月6日）
タカラより発売。アーケード版ではなくセガマークIII版をベースにしており、最終ボスに「HAYA-OH」が登場し、タイトル表示時とゲームオーバー時のオリジナルサウンドも移植されている。
表示の都合上から、全体的にキャラクターが小さく設計されている。ハードウェア、メモリ容量などから、一部のBGMやボスキャラクター、ハリアーのボイスがカットされた。
ゲームハード全体で見ても3本しか存在しない（すべてファミコンロムカセット）昭和64年に発売されたゲームソフトの1つで、同日に発売された100万$キッド 幻の帝王編とともに昭和最後に発売されたゲームソフトである。
ゲームギア版（1991年12月28日）
マークIII版をベースにした移植ではあるが、ほぼ全ての登場キャラクターの外見や名前が差し替えられている。最終ボスは「HAYA-OH」。全12ステージでパスワードコンティニュー制。
マークIII版には無いハリアーの位置による地平線の上下移動が再現されたが、画面解像度に対してキャラクターサイズが大きく、画面内でプレイヤーが動ける範囲が他機種と比較するとかなり狭いなどの問題もあった。
スーパー32X版（1994年12月3日）
メガドライブ用アタッチメントユニット「スーパー32X」（以下「32X」）を装着する事が前提となる「32X専用ソフト」のローンチタイトルとして発売。移植製作は有限会社ゲームのるつぼが担当。
32Xは32ビットアーキテクチャで作られメガドライブ本体よりも大幅にスペックアップされているので、専用ソフトである本作はグラフィックやサウンドがほぼアーケード版と遜色のないレベルで移植、この世代機としてはベストに近い完成度であった。フレーム表示は基本60fpsで高速化のため画面上下の表示がカットされて影のシャドウハイライト処理も省略されたが、それでも処理が間に合わない場面ではコマ落ちが発生した。
マイコンソフトのアナログジョイパッドXE-1AP、AE1-EXにも非公式ながら対応しており、アーケード版のようなアナログ操作も可能となっていた。
セガサターン版『SEGA AGES VOL.2 スペースハリアー』（1996年7月19日）
32X版に引き続き（有）ゲームのるつぼが移植を担当。セガサターンの純正周辺機器「アナログミッションスティック」に対応しアナログ操作が可能。同梱版も同時リリースされた。
アーケード版に忠実な移植であるが、キャラクター大量出現時のコマ落ちや効果音などアーケード版では仕様上存在していたバグをも無くすなど、作品としての完成度をより高めるための手が加えられており、この世代機からオリジナルと同等以上の移植を行おうとする潮流が生まれている。また、無限コンティニューができない、エンディングが追加されたなど、アーケード版とは細かな仕様の違いがある。
セガサターンの後期版本体で正常に動作しない不具合があったため、後に出荷した版で修正された。
ドリームキャスト版『シェンムー 一章 横須賀』（1999年12月29日）/『シェンムーII』（2001年9月6日）
本編内のゲームセンターで遊べるミニゲームの一つとして『スペースハリアー』が登場。BGMの音色がアーケード版とは違っている。『シェンムー 一章 横須賀』では画面右下にゲーム中の時間が表示される。移植担当は引き続き（有）ゲームのるつぼ。
ちなみに劇中に使われている筐体は固定式のシットダウンタイプの筐体である。
ドリームキャスト版『鈴木裕ゲームワークス Vol.1』（2001年12月1日）ISBN 4-7572-0889-8
アスペクトより出たゲームクリエイター鈴木裕の自伝。書籍に『ハングオン』、『スペースハリアー』、『アウトラン』、『アフターバーナーII』、『パワードリフト』が収録されたドリームキャスト用ゲームソフトが付いている。『パワードリフト』を除けば『シェンムー』に収録されたものと同一。
PlayStation 2版『セガエイジス2500シリーズ VOL.4 スペースハリアー』（2003年9月25日）
オリジナル面やHAYA-OHが登場する。擬似3Dではないフルポリゴンの3Dゲームとしてリメイクされた。オリジナルには無いパワーアップアイテムとして、画面上の敵の一掃やボスキャラに大ダメージを与える「フラッシュボム」や「バリア」、「ロックオンレーザー」が新た登場し、BGMも大幅アレンジされ、シリーズの名物的敵キャラクターだったドムのデザインが版権上の理由から全く別のものに変更されるなどした。
PlayStation 2版『セガエイジス2500シリーズ VOL.20 スペースハリアーII〜スペースハリアーコンプリートコレクション〜』（2005年10月27日）
アーケード版『スペースハリアー』、セガ・マークIII版『スペースハリアー』、『スペースハリアー3D』、メガドライブ用『スペースハリアーII』のオリジナル版が全て収録された。基本的にはエミュレーターによる動作であるが、入力遅延を起こさないようにするための調整により、サウンド部分が若干デチューンされている。基板や筐体依存によるバグは一部未再現。隠し要素として、ゲームギア版『スペースハリアー』、ソフトを刺さずにマスターシステムを起動したときの画面、スペースハリアー3Dをステレオグラムでプレイできるオプションまで収録している（公式サイト参照）。移植はエムツー(M2)が担当した。2012年11月21日よりPlayStation 2アーカイブスにて配信開始。
ゲームボーイアドバンス版『セガ アーケードギャラリー』（SEGA ARCADE GALLERY）
海外のみで発売の、セガの体感ゲーム4本（『スペースハリアー』、『アウトラン』、『スーパーハングオン』、『アフターバーナー』）を収録したタイトルに移植されたもの。キャラクターがややこぢんまりした印象だが、色数や画面構成やサウンドなどは高いレベルで移植している。ただ、ステージクリアごとにメインBGMが最初のパートにリピートするなどの差異もあった。
携帯電話アプリ版
セガの公式モバイルサイト「ぷよぷよ!セガ」からダウンロード可能。モバゲーに無料体験版あり（2010年12月24日現在）。
Wii バーチャルコンソールアーケード（2009年3月26日）
アーケード版をほぼ完璧に再現。連射機能の標準装備、Wiiの「ヌンチャク」を操縦桿に見立てた操作モードの追加、クラシックコントローラーでの操作時には、アナログとデジタル操作をモードの切り替え無しにシームレスに併用できるなどの要素が追加された。
マークIII版にて述べた通り、2019年1月31日をもって配信終了。
ニンテンドー3DS版『3D スペースハリアー』（セガ アーカイブス、｛ 2012年12月26日、 2013年11月28日）
アーケード版をベースに、Nintendo 3DSの裸眼立体視に対応した移植作（SEGA Mark-III/MasterSystem版『スペースハリアー 3D』とは異なる）。
ローリングタイプのアーケード筐体をプレイした気分を味わえる様に、自キャラの動作に合わせて映像がローテートする「ムービング筐体モード」や、実際の筐体から発せられた機械音を再現する環境音設定も付加された。その他、連射機能、途中セーブ/ロード、リプレイ機能なども備わっている。Wii版と同じくアナログとデジタル操作をモードの切り替え無しにシームレスに併用可能。一定条件を満たすと「HAYA-OH」が出現するなど追加要素もある（アーケードと同じ出現無しモードもある）。敵キャラクターの「ドム」の名称が「VAREL」に変更された事も含め、敵の名称は「タイピング・スペースハリアー」が元となっている。
クレジット投入で残機の増加が行えず、コンティニューの回数も5回までとなっている。
この移植版は様々なセガのレトロゲームを3DSのダウンロード専売ソフト（DL版）として移植する「セガ3D復刻プロジェクト」の第1弾となり、以後、シリーズ化された。
2014年12月18日に発売された『セガ3D復刻アーカイブス』にも収録されたが、これへ収録される版（パッケージ版）はダウンロード版から更に細かい部分に手を加えたものとなっている（一例として、DL版はHOME画面からゲームを選択する際にローリングタイプ筐体を模した3Dアイコンが上画面に表示されるが、パッケージ版ではオミットされている、本編のキャラ立体表現を微改訂、環境音の追加収録など）。
PlayStation 3版／PlayStation 4版『龍が如く0 誓いの場所 』（2015年3月12日）／『龍が如く6 命の詩。』(2016年12月8日)
本編内のプレイスポットの一つであるゲームセンターで遊べるミニゲームの一つとして『スペースハリアー』が登場。内容はアーケード版の移植となっている。
なお、劇中で使用されている筐体は前述の「シェンムー」と同じくシットダウン筐体となっている。
PlayStation 4版『北斗が如く 』（2018年3月8日）
これも前述の『龍が如く0』同様プレイスポットの一つゲームセンターでプレイできるミニゲームの一つとして登場している。ただし本作ではプレイスポットをプレイヤーが発見した当初は筐体が無い。これは作品の世界観を反映したゲームデザインによる仕様である。実際にプレイするには荒野でバギーを走らせて探索し、その上でコンテナを発掘して中の筐体を発見。さらに筐体をゲームセンターに届けるといった幾度の手間をかけなくてはならない。
なお、ゲーム内容も劇中使用筐体も前述の『龍が如く0』と同じものとなっている。
PlayStation 4版『JUDGE EYES:死神の遺言 』（2018年12月13日）
前々述の龍が如くと同じくゲームセンターで遊べるミニゲームとして登場しており、内容も使用筐体も『龍が如く0』のものと同じ。
なお本体ゲームは発売から数か月後に諸般の事情（詳細は当該項目を参照）で4ヶ月ほど販売が停止していた（2019年7月18日に「新価格版」として販売再開）。
Nintendo Switch版『SEGA AGES スペースハリアー』
セガのレトロゲームをNintendo Switchのダウンロード専売ソフト（DL版）として移植する「SEGA AGES」第10弾として配信。
ニンテンドー3DS版の要素を（裸眼立体視以外は）全て収録。
本機種版独自要素として、ネットランキングおよび敵キャラ「コマイヌ」がハリアーを守る味方になってくれる「コマイヌ・バリア・アタック」モードを実装。「コマイヌ」は敵弾以外すべての敵や障害物を防ぐバリアをハリアーに展開してくれるので、プレイヤーは無敵に近い状態となるためゲームの難易度が大幅に下がりイージープレイが可能となる。
クレジット投入で残機の増加が行えず、オリジナルモードはコンティニューの回数も3回までとなっている。
このほかオプションに、Switch標準コントローラー「Joy-Con」に実装されているジャイロ操作を用い一個を縦握りすることで、アーケード版筐体の操縦桿風に操作できる「操縦桿モード」も用意されている（Wii版VCにおけるWiiコントローラ－「ヌンチャク」を用いたモードと概ね同様のもの）。
PCエンジン mini収録版『SPACE HARRIER』
PCエンジン系ソフトを約50作品プリインストールした復刻系ゲーム機・PCエンジン miniに、PCエンジン版を収録。
メガドライブ ミニ2（MDミニ2）収録版
セガのメガドライブ復刻ゲーム機・メガドライブ ミニ2に、後述する「SEGA Mark V」（※）版『スペースハリアーII』の「おまけ」として収録。
メガドライブには単機でアーケード版に近しい移植をするには必須となる「拡大縮小」（拡縮）機能を再現するだけのハードパワーがなく、初代スペハリは前述したスーパー32X版にしか移植されていなかったが、MDミニ2開発中にスタッフが「どこかの世界には、きっと拡縮可能なメガドライブがリリースされてBeepの記事に掲載されたようなAC版っぽいスペハリIIも出ていたに違いない」などと妄想。これを具現化させるため、MDミニ2搭載のメガドライブエミュレーター上の仮想ハードウェアとしてスプライト拡大縮小機能を拡張したビデオチップを設計し、キャラクターがスムースに拡大縮小する『スペースハリアーII』を正規のラインナップとは別に「ボーナスタイトル」として移植。さらに「せっかくなので初代スペハリも移植したい」と欲が出てしまい、押し迫る開発スケジュール締め切りギリギリに間に合わせ、『II』のメニュー画面内に詰め込む形での収録となった。
このような経緯での移植につき、32X版に比べると一部の局面では「スプライトキャラクターが盛大にチラつく」といったスペック不足に起因する難点もあるが、あくまでも「おまけ」であることに留意されたい。
また32X同様アナログ操作に対応しているが、MDミニ2のアナログ操作対応周辺機器は（公式には）後述するX68000用の周辺機器である「サイバースティック」を基にMDミニ2に対応させた「XE1AJ-USB“ サイバースティック ” 」のみとなっている。（メガドライブ用アナログパッド「XE-1AP」を素直に復刻するのではなくサイバースティックを関係各位にお願いしてまで復刻しMDミニ2に対応させた理由については出典記事を参照されたい）
（※）「SEGA Mark V」（セガ・マークファイブ）とはメガドライブ実機の開発中のコードネーム。MDミニ2収録に際しては「どこかの世界に存在したメガドライブ」感を醸し出すため、あえてこの名称を使っており、ゲーム起動の冒頭には「SEGA Mark V」のムービングロゴが表示される。
ちなみにこの移植版でも「HAYA-OH」はデフォルトで登場しており前述のMark III版や後述のX68000版とは異なる登場演出がとられており、出現前と討滅後に神殿のように配置された石柱群が出てくる。

### パソコン移植版
雑誌掲載を除けば国内のパソコン機種への移植はマイコンソフト（現・電波新聞社 マイコンソフト事業部）が手がけていた。同社の移植版はタイトル画面のドムの肩にハリアーが乗っていない。
PC-6001mkII（6601）版（1987年3月）
移植を担当したのは『タイニーゼビウス』や『グロブダー』などをPC-6001シリーズへ移植した松島徹。パソコン用に移植された同作としては最初期の作品で、かつターゲットが当時のソフトウェア市場においても盛りを遥かに過ぎたスペックの機種だった。このようなハードでの移植に際しプレイ感覚の再現を最優先した実装を行い、表示されるキャラクターは自機のハリアー以外は四角形とその組み合わせで表現され、ドラゴンやトモス等、大型キャラクタ、ならびに特徴のある動きのキャラクタについては複数の四角の組み合わせとその動きによって表現されている。速度を稼ぐため、1プレーンしか書き換えておらず、色については、テレビのにじみを利用したドットパターンにより実現しているため、ディスプレイによって色味が変わり、RGBディスプレイを利用した場合、モノクロの画面となる。
これらの実装から、雑誌広告などの画面写真は非常に寂しい物になっている反面、実際のゲームの表示は滑らかな動きが実現されている。
内蔵音源であるPSG音源で効果音、並びにBGMが再生されるが、メモリ等の制約により多くがカットされている。
X68000版（1987年9月）
PC-6001mkII用と同じく松島徹が移植を手がけた。
当時としては高性能だったこの機種でもオリジナル基板との能力差は大きく、上記の6001版程の割り切りは見せないものの見た目よりもゲームの速度、動きを重視した設計になっている。オリジナルと比較し、ショットの連射性が向上しているがロックオン機能が省かれ、キャラクタの影が無く、地面の模様が市松模様からグラデーションの縞模様に変更された。オリジナルではステージクリア時に次のステージ切り替わる時の背景画像の上下移動も固定され2重スクロールも省略された。これらについて「可能であったが動作速度とプレイ感覚を優先し、あえて省略した」旨がこの作品の後にリリースされた同機種のボスコニアンのディスク内に収録されたドキュメントに『アフターバーナー』の予告と共に記載されている。
また、コンティニューは、一定の面へ到達できなければ、その前のハードルとなる場所まで戻される形になっており、単純にコンティニューを繰り返すことによって先に進むことは出来なくなっている。
一部のボスの登場演出が変更されており、7面ボス｢テトラ｣の登場演出がアーケード版と異なり手前からのものに変更している。
最終ボスはマークIII版と同じく「HAYA-OH」が登場で、登場時はバルダを倒した後コマイヌが手前から飛来後「HAYA-OH」に変身する前演出がある。
ゲームディスク内にはキャラクタデータが整然と格納されていたためキャラクタの書き換えが容易で、プレイヤーが書き換えたキャラデータがパソコン通信などで流通し、また雑誌で紹介された。同様に、ADPCMのデータも容易に書き換えることができた。メインメモリを2MBに増設した機体向けのオンメモリ動作版もある。
エンディングは永田英哉によるオリジナルのBGMと、スタッフによる演出が用意された。
同機種のアフターバーナーのディスクの中には、上記のオリジナルエンディングテーマのADPCMを併用したものの一部や、アフターバーナーと同時期に発売された「サイバースティック（CZ-8NJ2）」などのアナログスティックに対応するプログラムが含まれている。
FM77AV版（1987年12月）
8ビット機ながら、グラフィックサブシステムにもCPUのある同機の性能を発揮した移植。PCエンジン版と同じく紅林俊彦によって開発された。
他の8ビット機移植版が見た目を割り切り処理を実現しているのに対し、敵や弾のグラフィックは通常の形状になっている他、X68000版では削除された敵の影も再現されており、グラフィックパターンの削減も最小限になっているなど、見た目に注力した設計になっている。
反面、BGMはパートが削られ音色の再現性もあまり高くなく、一部に採譜ミスも見られる他、一部の効果音やハリアーのボイスがカットされており、ボーナスステージは別の曲に差し替えられている。BGMの担当は永田英哉。
PC-8801版（1988年7月25日）
移植を行ったのは石田和久。
関わりのあった呉ソフトウェア工房を経由した打診の結果、正式に受注し、開発が開始された。
スピード感、キャラクタの大きさを重視、色表現に妥協した移植になっており、ハリアー以外の敵キャラクタと一部の地上物はグラフィックスを利用しているものの単色で厳密な重ね合わせ、クリッピングを諦めたものとなっている。また、ショットや敵弾は長方形のみで、地上物、背景なども大幅に簡略化されている。
これらの条件から、PC-6001mkII/6601版同様、画面写真のみでは美しいとはいい難い表示となったが、反面大きなキャラクタの描画の一部にこそ処理落ちがあるものの、ゲームの動きについては多くの場面で滑らかな動きを見せる。
サウンドについては、オリジナル基板と同じYM2203を使っているため、オリジナルの出力を監視するボードによって、データを吸出したことから、FM音源部についてはほぼ同じ音色を実現している。しかし、オリジナル基板でPCMを利用しているドラムス、ベース、効果音については、一部省略、もしくはノイズポートやFM音源部に割り当てするなど代替手段で再生される為、再現性が低い。
X1版（1988年7月25日）
PC-88版同様ほとんどの敵キャラクタは単色表示のグラフィックスで描画される。元々VRAMへのアクセスが然程高速でない本機では一部オブジェクト、背景などを、PCGに定義されたタイリングパターンとテキスト画面で処理し、グラフィックプレーンへの処理を軽減している。解像度を犠牲に、色表現の再現を試みているため、静止画では88よりカラフルである。
ハリアーの位置による地平線の上下移動も実装されている。
BGMはFM音源ボードにのみ対応し、PSGのみの環境では鳴らない。
ディスクを逆のドライブに装着しても起動する。
MZ-700版
他のパソコン用の移植と異なり、『Oh!X』1988年10月号に掲載された古籏一浩が移植したプログラムである。
雑誌へダンプリストの形で掲載され、市販される形はとられていないが、セガから正式に掲載許諾を受けており、後に1989年3月号では、X1で動作するように機種依存の部分を書き換えるパッチも公開された。
テキストVRAM上にチェッカのキャラクタを並べ文字色背景色の指定により疑似27色、40×25画素のモザイクのような画面で実現している。解像度こそ低いものの、カラーで表現され、速度もウェイトが入れられている程である。
ゲームオプションとしてBGM、キャラクターの陰、地形の模様の有無も選択が可能になっている。
解像度の低さから全体のデータ量が少なく、ゲームの全内容がオンメモリで実現されている。

## 評価
アーケード版
- 1991年にそれまで発売されていたアーケードゲーム全てを対象に行われた、ゲーム誌『ゲーメスト』読者の人気投票によるゲーメストムック『ザ・ベストゲーム』では17位を獲得、同誌では「3Dシューティングの原点ともいえる名作」、「華麗なグラフィックで描かれた、巨大でファンタジックな敵キャラたちが画面狭しと暴れ回る。本当に飛行しているような錯覚にとらわれるスピード感。これぞ名作である」と評し、また可動筐体に関しては「その動きはそれまでのゲームではとても考えられないもので、正直『怖い』というのが第一印象だった。事実、ゲームが始まるやいなや、あまりの動きの激しさに筐体を飛び降りた人もいたくらいだ。シートベルトがついたゲームは多分これが最初であろう」とコメントしている[53]。

- 1998年にそれまで発売されていたアーケードゲーム全てを対象に行われたゲーメストムック『ザ・ベストゲーム2』では、『名作・秀作・天才的タイトル』と認定された「ザ・ベストゲーム」に選定され、「当時では最高水準の美麗なグラフィックと、テンポがよく、ヒロイックで気分を盛り上げるBGM。そして、なんといってもハリアーの動きに合わせて、レスポンスよく可動するムービング筐体はとても衝撃的で、どこをとっても非の打ち所がないゲームだった」、「画面奥に向かって飛行していくスピード感、巨大な敵キャラを次々と破壊していく爽快感、こちらに向かって猛スピードで飛来してくる敵弾をかわす緊張感と、3Dならではの持ち味を存分に引き出していた」、「3Dシューティングゲームの基礎を作り上げ、その後ポリゴンを使用するまでの3Dシューティングゲームに、確実に影響を与えた作品であることは間違いないだろう」と紹介されている[54]。

PCエンジン版
ゲーム誌『ファミコン通信』の「クロスレビュー」では、7・7・8・6で合計28点（満40点）、『マル勝PCエンジン』では7・7・9・6の合計29点、『PC Engine FAN』の読者投票による「ゲーム通信簿」での評価は以下の通りとなっており、22.72点（満30点）となっている。また、この得点はPCエンジン全ソフトの中で105位（485本中、1993年時点）となっている。同雑誌1993年10月号特別付録の「PCエンジンオールカタログ'93」では「PCエンジン版も業務用のボスキャラやボーナスステージを忠実に再現している」と紹介されている。
| 項目 | キャラクタ | 音楽 | 操作性 | 熱中度 | お買得度 | オリジナリティ | 総合  |
| 得点 | 4.06       | 3.72 | 3.95   | 4.12   | 3.33     | 3.54           | 22.72 |

ファミリーコンピュータ版
『ファミコン通信』の「クロスレビュー」では、23点（満40点）、『ファミリーコンピュータMagazine』の読者投票による「ゲーム通信簿」での評価は以下の通りとなっており、18.01点（満30点）となっている。また、同雑誌1991年5月10日号特別付録の「ファミコンロムカセット オールカタログ」では「少しキャラの動きが遅いのが欠点かも」と紹介されている。
| 項目 | キャラクタ | 音楽 | 操作性 | 熱中度 | お買得度 | オリジナリティ | 総合  |
| 得点 | 3.06       | 3.09 | 3.11   | 3.05   | 2.75     | 2.95           | 18.01 |

メガドライブ・スーパー32X版
『メガドライブFAN』の読者投票による「ゲーム通信簿」での評価は以下の通りとなっており、23.1点（満30点）となっている。
| 項目 | キャラクタ | 音楽 | お買得度 | 操作性 | 熱中度 | オリジナリティ | 総合 |
| 得点 | 3.8        | 4.0  | 4.3      | 4.0    | 3.8    | 3.3            | 23.1 |

セガサターン版
- 『SATURN FAN』の読者投票による「ゲーム通信簿」での評価は以下の通りとなっており、22.3点（満30点）となっている[51]。

| 項目 | キャラクタ | 音楽 | お買得度 | 操作性 | 熱中度 | オリジナリティ | 総合 |
| 得点 | 3.6        | 3.8  | 4.0      | 3.8    | 3.7    | 3.6            | 22.3 |

- 『セガサターンマガジン』の読者投票による「サタマガ読者レース」では初登場33/241着、最終オッズ270/1156着とそれほど高いわけではないが、それでも苦労して移植したマークIII版からミニゲームとしての移植となるドリームキャスト版に至るまでの歴史を振り返り、『「スペハリ」はセガ人の心っ』と評される[52]。

## 続編・関連タイトル

### スペースハリアー3D
1988年2月29日発売のセガ・マークIII/マスターシステム版。周辺機器の3Dグラス（液晶シャッター式）及びFM音源対応ソフトとして登場。3Dグラスを使用して立体画面でプレイすることが必須だが、裏技を使うと3Dグラス無しでプレイ可能になる。時系列はアーケード版の前の物語で全14ステージで構成されており、エンディングではハリアーとユーライアの出会いが描かれている。
基本的なシステムはマークIII版の『スペースハリアー』と同じだが、マークIII版の『スペースハリアー』でカットされていた地平の3D表現と背景画像が本作では再現されている。
ボーナスステージが存在せず、『スペースハリアー』のボーナスステージで演奏されるBGMがエンディングで流れる。
2014年12月18日には、ニンテンドー3DSダウンロード専売ソフト『3D スペースハリアー』を含め「セガ3D復刻プロジェクト」6ソフトを収録したオムニバスソフト『セガ3D復刻アーカイブス』ボーナストラックの1つとして、このソフトが3DSに移植収録されている（もう一つは『アウトラン3-D』）。
2025年2月21日には、PlayStation 5、PlayStation 4、Xbox Series X/S、Xbox OneとWindowsソフト『龍が如く8外伝 Pirates in Hawaii』のミニゲームとして収録（並んで海外版マスターシステム用ソフト『ポセイドンウォーズ3D』とSG-1000用ソフト『スタージャッカー』）。

### スペースハリアーII
1988年10月29日、メガドライブの本体と同時発売されたローンチタイトルで『スペースハリアー』の続編。時系列はアーケード版の10年後の物語であり全13ステージで構成。スタートするステージを任意に選択可能だが、全ステージ（STAGE01-12+ボーナスステージ×2）をクリアしないと最終ステージ（STAGE13）へは進めない仕様となっている。
ハードウェア機能を駆使して、視点に合わせて変化する背景の市松模様や、シャドウハイライト機能を転用した半透明の影、迫力在るスピード感など、アーケード版で使われていた技術が使われているが、ハリアーのやられボイス出力時にサウンドが停止したり、フレームレートが低いなどの問題もあった。それでも全身赤スーツに衣替えしたハリアーのインパクト、SFと洋風ファンタジーが入り混じった混沌とした敵のデザイン、十分なスピード感や迫力などから、メガドライブの普及に一役も二役も買った作品となっている。
移植作は先述したPlayStation 2版『～コンプリートコレクション〜』の他、日本国外では1989年にMSX版がカセットテープでリリースされた。2019年9月にはセガ自ら手掛けリリースされる復刻系ゲーム機・メガドライブ ミニにプリインストールされる42作品の一つとして収録され、2022年4月22日には『セガ メガドライブ for Nintendo Switch Online』の追加タイトルのひとつとして配信がされた。
2022年10月27日発売のセガの復刻系ゲーム機・メガドライブ ミニ2にも、プリインストールされる60作品の一つとして収録。こちらは、原作にはなかったスプライト拡大縮小機能が付けられており、アーケードゲームに近い挙動でプレイできる。前述の通り、「おまけ」として『スペースハリアー』も収録され、ゲーム開始時にどちらで遊ぶかを選択できる。

### ファンタジーゾーン/X68000版
1989年発売のX68000の移植版のファンタジーゾーンのオリジナル要素として、『スペースハリアー』風の隠し面が収録されていた。ある条件を満たすと『スペースハリアー』をモチーフとした背景や敵キャラ、ボスキャラ、BGMで構成されたステージの「DRAGON LAND」へと進める。先に発売された同機種への移植の『スペースハリアー』では再現できなかった地面の市松模様が再現されていた。

### プラネットハリアーズ
2000年、アーケードのSEGAHIKARUボードで発売された関連タイトル。2人掛けの通信筐体で2人同時プレイも可能。2P協力プレイでは、プレイヤー同士が接近すると合体し、2人の体力が徐々に回復する。合体している時はロックオンミサイルが使えない。4人のプレイヤーキャラから一人を選んでプレイする。連射可能なバルカンとロックオン攻撃できるミサイルの二種の主武器で戦うなど、スペースハリアーとはゲーム性が大きく異なる。ミサイルで倒された敵は、アイテムやパーツを購入するための「ゴールド」に変化する。マルチロックオンシステムでは同時にロックオンした敵が多い程、ゴールドも増える。裏技で自機を『ファンタジーゾーン』のオパオパにしてプレイすることも可能。

### スペースファンタジーゾーン
かつてPCエンジンでNECアベニューより発売予定がされていたタイトル。『スペースハリアー』のゲーム性を基に、世界観を『ファンタジーゾーン』に置き換えた作品。製作発表から数年を経ても発売日未定が続き、一時は雑誌に広告も打つなど発売直前にまでこぎつけるもお蔵入りとなった。その後は流出したベータ版と思われるものがネットオークションに出品されたり、動画投稿サイトにプレイ動画が配信されたりもした。

### ダライアスバースト クロニクルセイバーズ
2016年1月16日発売のタイトーの『ダライアス』シリーズの最新作のPlayStation 4版で、選べる自機にハリアーが登場。パワーアップはないものの、オプション的な一定時間発動できる設置バーストや、ショットを全方向に撃てる唯一のキャラクター。BGMも『スペースハリアー』のものが使われる。

## その他
- AMショーでの発表までは自機が戦闘機だったが、ハードウェア機能の制約から自機キャラクタは表示パターンを削ってでも大きく表現したほうがいいと判断され、宙を浮く人間（超能力戦士）に変更された。主人公の名前「ハリアー」と、筐体が戦闘機のコックピットを模しているのはこの名残である。アーケード版では自機キャラクタを一部反転させて使用しており、ハリアーが画面右に寄ると、本来右脇に抱えているブラスターを瞬時に左脇へ持ちかえる。セガ・マークIII版とファミコン版では裏技で戦闘機に変更可能。
- 敵や障害物の多くは1万点、障害物の一部は5千点という大雑把な得点設定だったが、17面ボスで出現する岩は1つ10万点だったため、ハイスコアを狙う際にはここが最大のポイントだった。
- ボスとして登場するIDA（アイダ）は当時の開発部長の名前より命名された。以後、『ファンタジーゾーン』（1986年）などにも登場することになった。
- 敵の出現パターンは常に一定で、敵弾は見越し射撃無しで自機を狙ってくるため、常に動いていれば当たらない。パターンさえ覚えてしまえば全ステージクリアはそれほど難しくはない。
- プレイヤーの発射した弾は画面中央の消失点ではなくプレイヤーの見かけ上の正面方向へ進む。プレイヤーが画面中央から離れる程自弾は画面の進行方向よりも外側へ向かって飛ぶ事になるが、これにより画面上全ての敵キャラクターを照準することが可能となっている。またプレイヤー正面に敵キャラクターを捉えることで電子音と共にロックオンが発生し、直後に発射した弾が誘導弾となって高確率で命中させる事ができた。
- アナログスティックに2個、筐体のフロントパネルに2個と、スタートボタン以外にいくつもボタンが付いているが、全てハリアーに弾を撃たせるもので、それ以外の役目はない。
- 当時の3Dシューティングゲームの様式を確立した作品である。『アタックアニマル学園』（1987年、ポニー・キャニオン）や『コズミックイプシロン』（1989年、アスミック）など、いわゆる「スペハリ系」擬似3Dシューティングゲームが当時盛んにリリースされた。

「THEME -SPACE HARRIER on Vocal-」について
- 本作のメインBGMには後付けで歌詞が付けられている。元々はセガの開発スタッフが社の飲み会で披露するために用意したもので、商業楽曲としては上記の曲名で光吉猛修が歌唱している。歌詞の詳細については#外部リンク先の動画を参照。下記は商業楽曲版のリリース記録。
  - 2013年2月6日よりAmazon、iTunes Store、他音楽ダウンロード販売サイトで配信が開始されている[65]ダウンロードアルバム『SPACE HARRIER II 〜SPACE HARRIER COMPLETE COLLECTION〜 ORIGINAL SOUNDTRACK』に初めて収録された。これは元々2005年に発売された上記CDアルバムに、ボーナストラックとしてオリジナルより少し短いショートバージョンを追加したもの。
  - 2022年11月24日に発売されたコンピレーションCDアルバム『Mega Drive Mini 2 - Multiverse Sound World -』には「Special Bonus Track」として、光吉と「S.S.T.バンド」メンバーだった「Hiro」・「並木晃一」がアレンジ演奏を担当した“ S.S.T. Legends Ver. ”が収録された[66]。（Hiroのみが演奏したバージョンも同時収録）